# Jernulven
Geležinis Vilkas (dansk: Jernulven, også kendt som Iron Wolf eller Iron Wolves) var en litauisk fascistisk bevægelse dannet af Augustinas Voldemaras i 1927. Oprettet som en garde for Voldemaras Tautininkai blev Iron Wolves anvendt af Voldemaras til målrettede angreb på hans politiske modstandere. Bevægelsen blev forbudt i 1930 selv om den fortsatte som en underjordisk gruppe. I 1934 forsøgte medlemmerne et mislykket statskup mod præsidenten Antanas Smetona, der tidligere havde været æresmedlem, men havde brudt med organisationen. Voldemaras blev anholdt, men løsladt i 1938, og udvandrede snart. Under anden verdenskrigs tyske besættelse af Litauen samarbejdede mange af medlemmerne med de nazistiske myndigheder, blandt andet ved jødeudrydelserne.
Navnet på organisationen, stammer fra historien om Gediminas' drøm, populariseret i Adam Mickiewiczs digt, Pan Tadeusz.
| Citat            | Og Gediminas, som på Paneriais top, varm i jægerens bjørneskind, lagde sig til hvile. Beroliget af den kloge Lizdejkos sange, lullet af suset fra den søde Vilejko, så han en ulv af jern i sine drømme. | Citat |
| Adam Mickiewiczs | |       |